# 인터레기오

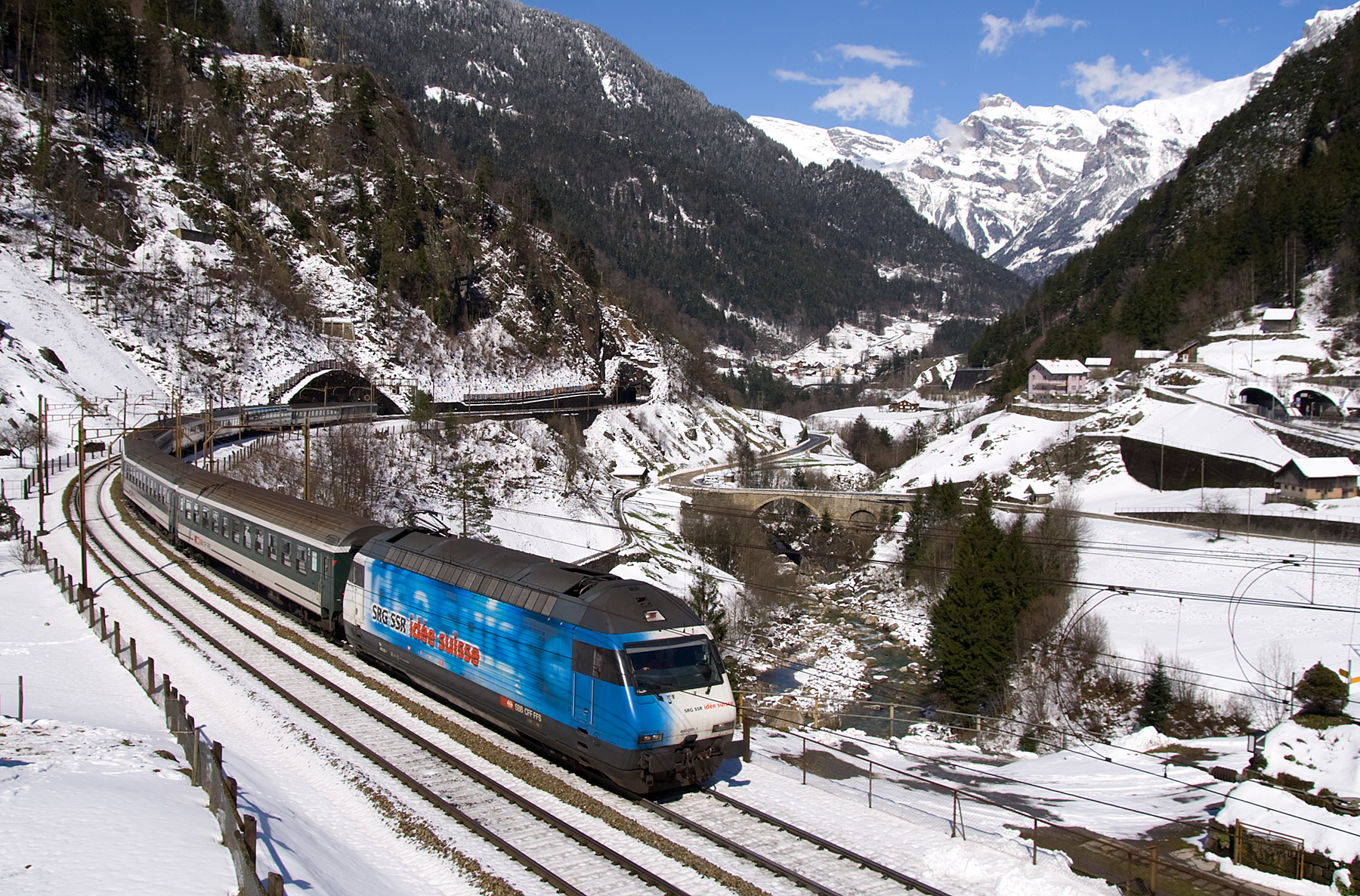
스위스 알프스를 운행하는 인터레기오

인터레기오(InterRegio)는 일부 유럽 국가에서 볼 수 있는 기차 서비스이다. 대부분의 스위스 연방 철도(Swiss Federal Railways)에서 가장 잘 설명된 것처럼 "지역에서 지역으로" 운행하는 열차이다.

## 벨기에
벨기에에서 InterRegio(IR) 열차는 고속 IC 열차보다 느리고 일반적으로 경로를 따라 더 많은 역에서 호출된다. 운행은 일반적으로 IC 열차만큼 정거리 노선은 아니지만, 여전히 지역(L) 열차보다 더 멀리 운행했다.
대부분의 IR 열차는 시간당 운행편이 있으며, 일부는 2시간마다 운행한다.(대부분 주말 운행에만 해당됨).
벨기에의 모든 열차는 동일한 비용 구조를 공유하므로 IR 열차를 이용하는 경우 동일한 경로에 대해 IC 또는 L 열차 비용이 동일하다. 유일한 차이점은 그들이 호출한 역 정류장의 수에 있다.
2014년 12월 InterRegio는 폐지되었고, 인터레기오 노선은 InterCity 또는 지역 열차로 전환되거나 완전히 취소되었다.

## 스위스
스위스의 InterRegio는 1997년에 처음 도입되었다. 그들은 이전의 고속 열차 중 일부를 자신의 정체성(InterRegio)으로 대체했다.
InterRegio 열차는 이제 스위스에서 매우 흔하다. 약어는 45° 엣지 글꼴의 IR이며 빨간색에 흰색 글자가 있다.
ICN은 인터시티(InterCity) 열차로 운행되지만, IR(제네바 / 로잔 - 장크트갈렌 / 바젤 노선)과 때로는 IC 열차(바젤 - 키아소)와 같은 방식으로 정차한다. 2000년 5월 28일 ICN 서비스가 처음 시작되었을 때 ICN은 InterRegio 열차로 배치되었다.

## 독일
인터레기오 기차는 1988년부터 2003년까지 독일에서도 흔했다. 그들은 주로 독일의 지역을 여행하고 연결했다. 대부분의 InterRegio 노선은 InterCity 노선으로 대체되었다. 일부는 새로 설립된 Interregio-Express (IRE) 유형으로 대체되었다. 그러나 Interregio-Express 노선은 기술적으로 단거리 열차 범주에 속하며 더 짧은 경향이 있다. InterRegio 열차는 보완 없이 사용할 수 있어 매우 인기가 있었다. DB가 폐기하여 고객이 InterCity (IC) 또는 Intercity Express (ICE) 열차로 교환하기를 희망하는 정책은 부분적으로만 성공했으며, SparPreis 브랜드가 티켓을 도입했다.

## 덴마크
InterRegio 시스템은 1990년대 초 덴마크 철도에도 도입되었으며 좌석 예약이 필요 없는 InterCity 서비스의 대안이 되었다. 그러나 덴마크의 InterRegio 열차는 다른 국가와 달리 금요일과 일요일에만 운행하여, 그날 여행하는 수많은 여객 흐름을 지원한다. 이러한 인터레기오 서비스는 InterCity 서비스보다 정류장 수가 적다. 이는 더 많은 지역 정류장이 있는 장거리 열차의 원래 InterRegio 개념에 어긋나게 된 것이다. 이 열차의 구성에 대한 특정 규칙은 없으며 InterRegio 서비스에 이전 자료와 새 자료가 모두 사용되었다.

## 폴란드

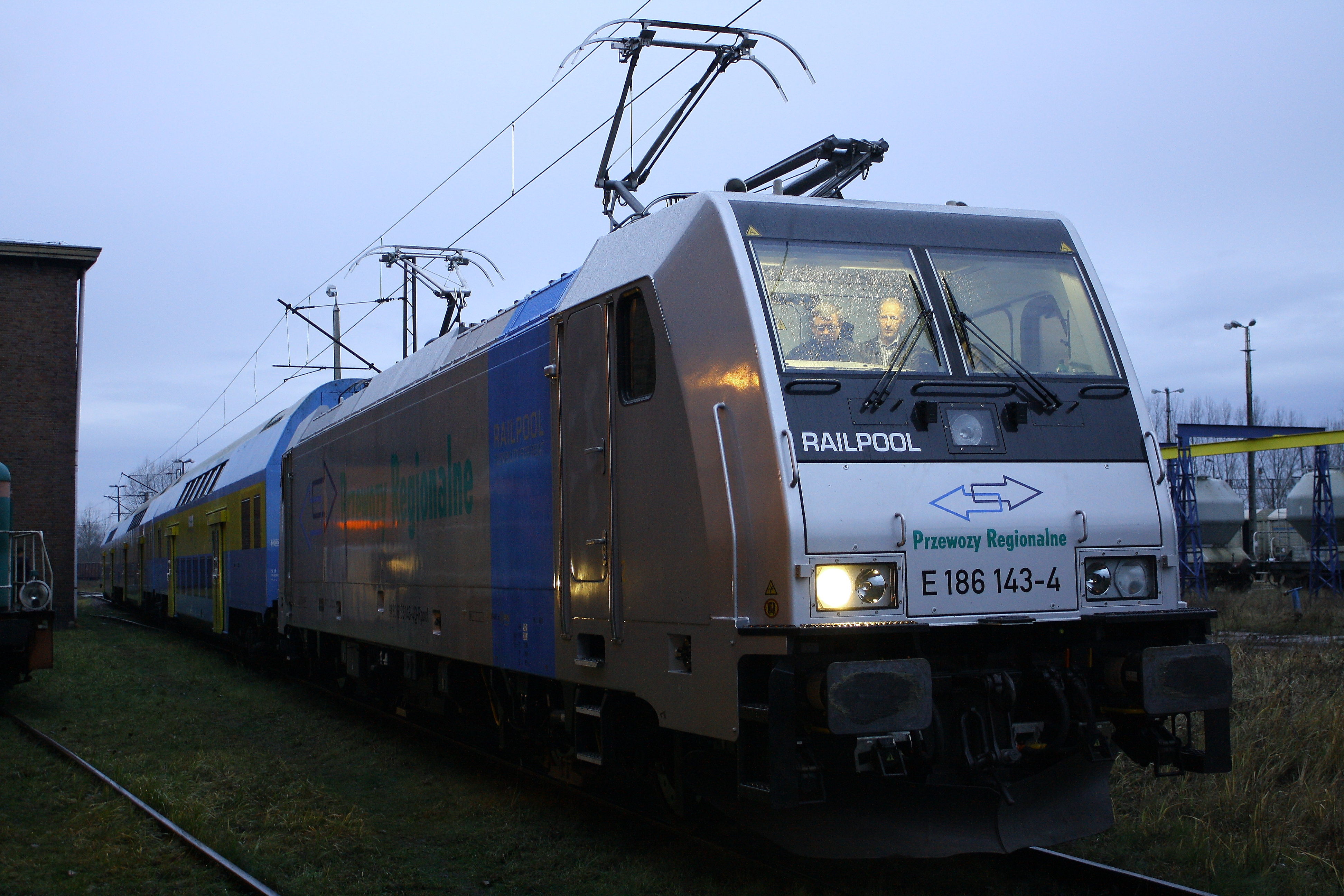
EU43 (봄바디어 TRAXX) 차량, 비드고슈치-바르샤바 인터레기오 열차

폴란드에서는 interREGIO 열차가 2009년 봄에 Przewozy Regionalne (PR)에 의해 도입되었다. 이 열차는 비아위스토크와 바르샤바를 연결한 최초의 IR 열차이다. 비용은 PKP 인터시티의 TLK 브랜드 고속 열차 요금과 비슷하다.
처음에 이 열차는 주로 금요일과 일요일에 브로츠와프 - 크라쿠프, 크라쿠프- 프셰미실, 포즈난 - 올슈틴, 포즈난-바르샤바, 비드고슈치 - 바르샤바 노선을 따라 운행되었다. 2009년 6월부터 더 많은 interREGIO 열차가 노선에 투입되었다. 대부분은 일주일 내내 사용할 수 있으며 일부는 주말에만 사용할 수 있다. 키엘체 - 쳉스토호바 - Wrocław와 같은 더 많은 경로가 도입되었으며 그중 일부는 특히 학생들을 위해 만들어졌다.
폴란드의 InterREGIO는 대부분 오래된 전기 다중 장치 (일반적으로 ED72, EN71 및 EN57 )를 사용하며 일부 경로(바르샤바와 우치 간 ED73 및 ED59, 크라쿠프와 바르샤바 간 14WE )에 최신 장치를 사용하다. 일부 IR 열차에는 1층 및 2층 차량과 기관차가 운행된다.
2009년 1월 1일 현재, 폴란드의 모든 IR 열차는 2등석 전용이다. PR 규정에 interREGIO 열차에 대한 1등석 요금이 포함되어 있고, 운행 중인 1등석 객차는 아직 분류 해제되어 있다.
2015년 9월 1일부터 IR 열차는 회사의 경제 및 구조 조정으로 인해 우치 – 바르샤바 및 에우크 – 흐로드나 (벨로루시) 노선에만 투입되었다. 나머지는 철수하거나 Twoje Linie Kolejowe 급행 열차로 대체되었다.

### 철도 사고
2012년 3월 3일 슈슈체코치니 열차 충돌 사고가 발생하여 15명이 사망하고 50명이 부상당했다.

## 헝가리

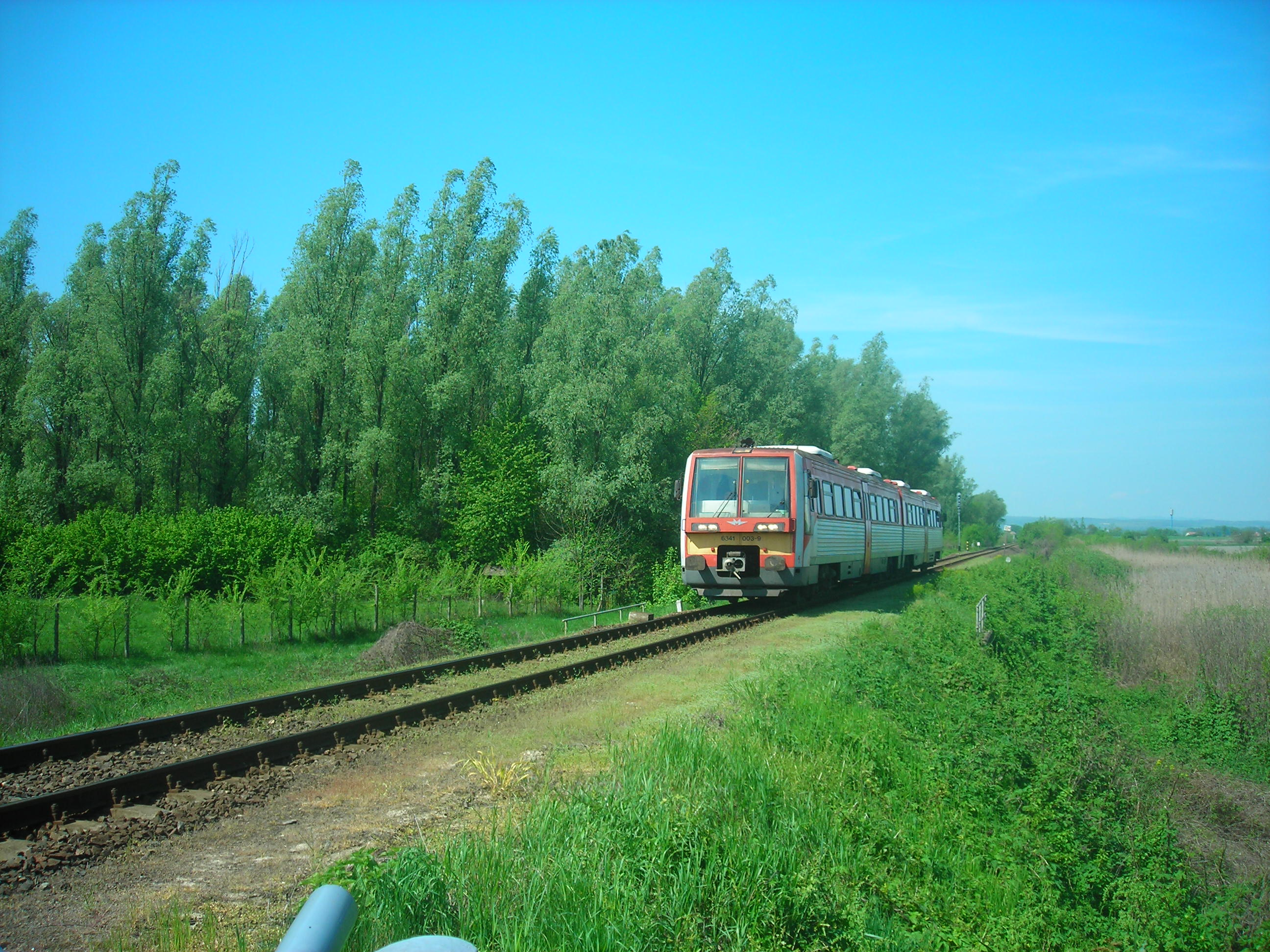
버여와 바타체크 사이의 게멘츠 헝가리 인터레기오 열차

InterRégió 열차는 2009년 12월 13일 헝가리에 도입되었다. InterRégió 열차는 주로 지역 노선을 운행하지만, 그 기능도 전국적이다. 기차는 Sárbogárd – 섹사르드 – 버여 및 케치케메트 –버여 – 돔보바르 노선을 따라 운행된다. InterRégió 열차는 러시아 메트로바곤마시에서 제조한 에어컨 MÁV 6341 DMU를 사용한다.